# Alumínium-nitrát
Az alumínium-nitrát az alumínium és a salétromsav sója, ionvegyület. Kristályvizes alakja, a nonahidrát, 9 mol kristályvizet tartalmaz, melynek képlete:  Al(NO3)3 . 9 H2O

## Előállítása
Az alumínium-nitrát közvetlenül nem állítható elő fémalumíniumból salétromsavval, ugyanis a fém felületén védő oxidréteg alakul ki, ami megakadályozza a nitrát keletkezését. Egyik lehetséges előállítási módja alumínium-kloridból salétromsavval. A reakcióban melléktermékként nitrozil-klorid (NOCl) is keletkezik, a képződött sósav jelenléte miatt. Ez a gáz halmazállapotú termék az oldatból eltávozik, bepárlással viszonylag tiszta alumínium-nitrát marad vissza. Egy másik lehetséges, utóbbinál kényelmesebb módszer alumínium-szulfátból indul ki. Cserebomlásos reakcióban egyebek között bárium- stroncium- kalcium- ezüst-, vagy ólom-nitráttal alumínium-nitrát képződik:
Al2(SO4)3 + 3 Ba(NO3)2 → 2 Al(NO3)3 + 3 BaSO4

## Felhasználása
A vegyületetnek erős oxidáló hatása van, és széles körben alkalmazzák a következő területeken:
- Bőrcserzés
- Dezodorokban izzadásgátlóként
- Korróziógátlás
- Urán kitermelése
- Kőolajfinomítás
- Laboratóriumban nitrát-donor
- Vékony szigetelő rétegekhez
- Katódsugárcsövek fűtőelemeiben
- Transzformátorokban
- Egyik lehetséges laboratóriumi felhasználása:

Al(NO3) 3 + 3 NaOH → Al(OH) 3 + 3 NaNO3 (Termékek: alumínium-hidroxid és nátrium-nitrát)

## Fordítás
Ez a szócikk részben vagy egészben  az   Aluminium nitrate című angol Wikipédia-szócikk ezen változatának fordításán alapul.  Az eredeti cikk szerkesztőit annak laptörténete sorolja fel. Ez a jelzés csupán a megfogalmazás eredetét és a szerzői jogokat jelzi, nem szolgál a cikkben szereplő információk forrásmegjelöléseként.